# Prades (Ariège)
Prades ist eine Gemeinde mit 46 Einwohnern (Stand 1. Januar 2022) in Frankreich. Sie liegt im Département Ariège in der Region Okzitanien.

## Geografie

### Geografische Lage
Das kleine Pyrenäendorf Prades liegt am östlichen Rand des Départements Ariège auf einer mittleren Höhe von 1200 Metern im Pays d’Aillou am Oberlauf des Hers-Vif.

### Nachbargemeinden
- Montaillou
- Camurac
- Comus
- Ax-les-Thermes

## Bevölkerungsentwicklung
| Jahr                       | 1962 | 1968 | 1975 | 1982 | 1990 | 1999 | 2007 | 2016 |
| Einwohner                  | 106  | 97   | 73   | 67   | 53   | 47   | 50   | 35   |
| Quellen: Cassini und INSEE |      |      |      |      |      |      |      |      |

## Sehenswürdigkeiten
- Kirche St. Pierre mit ihrer vergoldeten Holzstatue der Jungfrau mit Kind aus dem 17. Jahrhundert
- restaurierter mittelalterliche Brunnen
- Ringwallbefestigung des "Forts" aus dem frühen 16. Jahrhundert